# Hadjina
Hadjina is een geslacht van vlinders van de familie Uilen (Noctuidae).

## Soorten
- H. atrinota Hampson, 1909
- H. attinis Draudt, 1950
- H. biguttula Motschulsky, 1866
- H. carcaroda (Distant, 1901)
- H. cinerea Hampson, 1909
- H. cupreipennis Moore, 1882
- H. chinensis Wallengren, 1860
- H. ferruginea Hampson, 1909
- H. grisea Hampson, 1891
- H. lutosa Staudinger, 1891
- H. modestissima Snellen, 1877
- H. obscura Hampson, 1918
- H. palaestinensis Staudinger, 1894
- H. pallida Leech, 1900
- H. plumbeogrisea (Hampson, 1916)
- H. poliastis Hampson, 1906
- H. pyroxantha Hampson, 1902
- H. radiata Leech, 1900
- H. tyriobaphes Wiltshire, 1983
- H. wichti (Hirschke, 1903)